# جلان روبرتسون
جلان روبرتسون (بالإنجليزية: Glen Robertson)‏ هو سياسي أمريكي، ولد في 1959 في لوبوك في الولايات المتحدة. حزبياً، نشط في الحزب الجمهوري.